# Banque de Tanzanie
La Banque de Tanzanie (en swahili : Benki Kuu ya mTanzania; en anglais : Bank of Tanzania) est la banque centrale de Tanzanie.

## Histoire
La Banque de Tanzanie a été agréée par le premier parlement tanzanien par le biais de la loi sur la Banque de Tanzanie de 1965, à la suite de la dissolution de l'East African Currency Board en 1965. La banque a commencé ses opérations le 14 juin 1966 et a été inaugurée par le premier président de la Tanzanie, Mwalimu Julius Kambarage Nyerere. 
À la suite de la libéralisation de l'économie en 1995 et du taux rapide d'inflation et de dévaluation du shilling, la loi de 1995 sur la Banque de Tanzanie a été adoptée, clarifiant l'objectif principal de la banque centrale d'établir un environnement monétaire pour assurer la stabilité des prix. La loi a été encore clarifiée en 2006 et constitue la loi régissant actuellement la banque. 

## Liste des presidents
| Rang | Nom              | Mandat                            |
| ---- | ---------------- | --------------------------------- |
| 1er  | Edwin Mtei       | (1966 – 1974)                     |
| 2e   | Charles Nyirabu  | (1974 – 1989)                     |
| 3e   | Gilman Rutihinda | (1989 – 1993)                     |
| 4e   | Idris Rashidi    | (1993 – 1998)                     |
| 5e   | Daudi Ballali    | (1998 – janvier 2008)             |
| 6e   | Benno Ndulu      | (8 janvier 2008 – 7 janvier 2018  |
| 7e   | Florens Luoga    | (8 janvier 2018 – 7 janvier 2023) |
| 8e   | Emmanuel Tutuba  | (Depuis le 7 janvier 2023)        |